# Condado de Fermanagh
El condado de Fermanagh (en irlandés: Fear Manach) es uno de los seis condados de Irlanda del Norte, Reino Unido. Se encuentra en el suroeste de Irlanda del Norte, a unos 120 kilómetros de Belfast y unos 160 kilómetros de Dublín. Es uno de los nueve condados que forman la provincia tradicional de Úlster. Es la parte más occidental del Reino Unido y limita con los condados de: Tyrone dentro de Irlanda del Norte y con los condados de Donegal, Leitrim, Monaghan y Cavan en la República de Irlanda. Su capital es Enniskillen.
Área: 1691 km². Población: 55 000 habitantes.

## Ciudades y pueblos
Altamuskin 79
Arney / Skea 125
Ballinamallard 1432
Ballycassidy / Laragh / Trory 363
Belcoo / Holywell 540
Bellanaleck 532
Belleek 904
Beragh 585
Brookeborough 452
Carrickmore 451
Clabby 268
Clanabogan 365
Derrygonnelly 678
Derrylin 640
Donagh 179
Dooish 79
Dromore 1202
Drumnakilly 133
Drumquin 540
Edenderry 78
Ederney 587
Enniskillen 13 790
Fintona 1160
Florencecourt / Drumlaghy 91
Garrison 351
Garvaghey 67
Gillygooly 63
Gortaclare / Moylagh 69
Gortin 412
Greencastle 195
Irvinestown 2264
Kesh 1036
Killadeas 63
Kilskeery 64
Kinawley 141
Knockmoyle 89
Lack 111
Letterbreen 68
Lisbellaw 1102
Lisnarick 238
Lisnaskea 2960
Loughmacrory 429
Magheraveely 66
Maguiresbridge 1038
Monea 206
Mountfield 398
Mountjoy 128
Newtownbutler 987
Omagh 19 682
Pettigoe / Tullyhommon 63
Rosslea 528
Rousky 78
Seskinore 157
Sixmilecross 260
Springfield 73
Tamlaght 409
Tattyreagh 125
Teemore 184
Tempo 489
Trillick 332 
- Datos: Q190678
- Multimedia: County Fermanagh / Q190678